# Готесхајм
Готесхајм (фр. Gottesheim) насеље је и општина у источној Француској у региону Алзас, у департману Доња Рајна која припада префектури Саверн.
По подацима из 2011. године у општини је живело 345 становника, а густина насељености је износила 67,51 становника/km². Општина се простире на површини од 5,11 km². Налази се на средњој надморској висини од 210 метара (максималној 252 m, а минималној 182 m).

## Демографија
| 1962. | 1968. | 1975. | 1982. | 1990. | 1999. | 2011. |
| ----- | ----- | ----- | ----- | ----- | ----- | ----- |
| 312   | 324   | 314   | 297   | 287   | 301   | 345   |

График промене броја становника у току последњих година